# Geographical Review
Geographical Review（ジオグラフィカル・レビュー、地理学評論）は、アメリカ地理学協会（American Geographical Society、AGS）が発行する学術雑誌。季刊誌であり、1月・4月・7月・10月に刊行されている。地理学専門の雑誌であり、地理学のすべての分野についてオリジナルの記事を掲載している。"Geographical Record"のコーナーでは、現在の時事的、あるいは地域的な問題について短い記事を掲載している。各々の巻で地理学と関連する分野に関する直近の書籍・論文・地図帳の講評を掲載している。

## 歴史
1852年、アメリカ地理学協会は最初の学術雑誌Bulletin [and Journal] of the American Geographical Society（アメリカ地理学協会紀要[および雑誌]）の刊行を開始した。この雑誌の発行は1915年まで続けられ、その成功を受け、1916年からGeographical Reviewの発行に切り替えられた。